# O morte

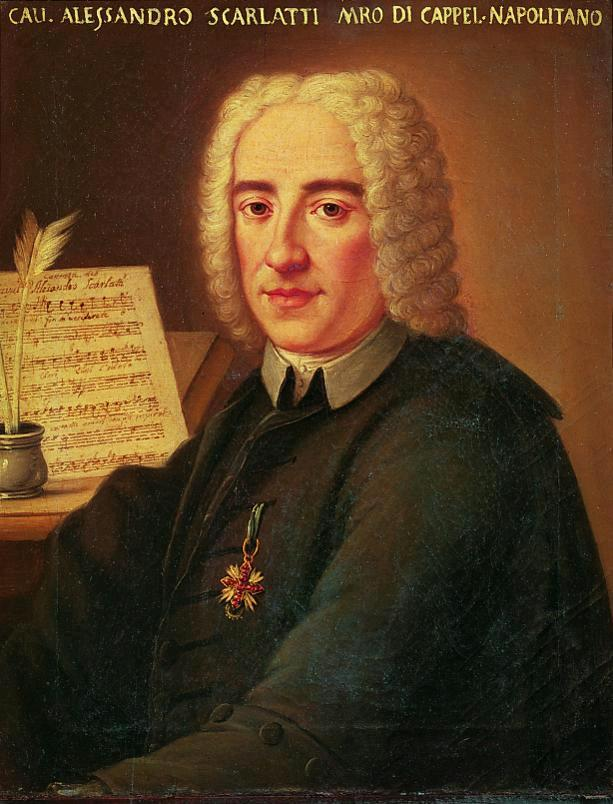
Alessandro Scarlatti

O morte (O dood) is een madrigaal van de Siciliaanse barokcomponist Alessandro Scarlatti voor vijfstemmig koor (SSATB) zonder begeleiding. De tekst roept een - door liefdesverdriet gedreven - verlangen naar de dood op. De tekstdichter van het stuk is onbekend.

## Tekst
O morte, a gl’altri fosca, a me serena
Scaccia con il tuo stral, lo stral d’amore
Spenga, il tuo ghiaccio l’amoroso ardore
Spezzi la falce tua la sua catena

### Vrije vertaling
O dood, voor anderen donker, maar voor mij sereen
Verdrijf met uw pijl de pijl van de liefde
Doof met uw ijs de vurige liefde
Laat uw zeis haar ketenen verbreken